# Jutta Ditfurth

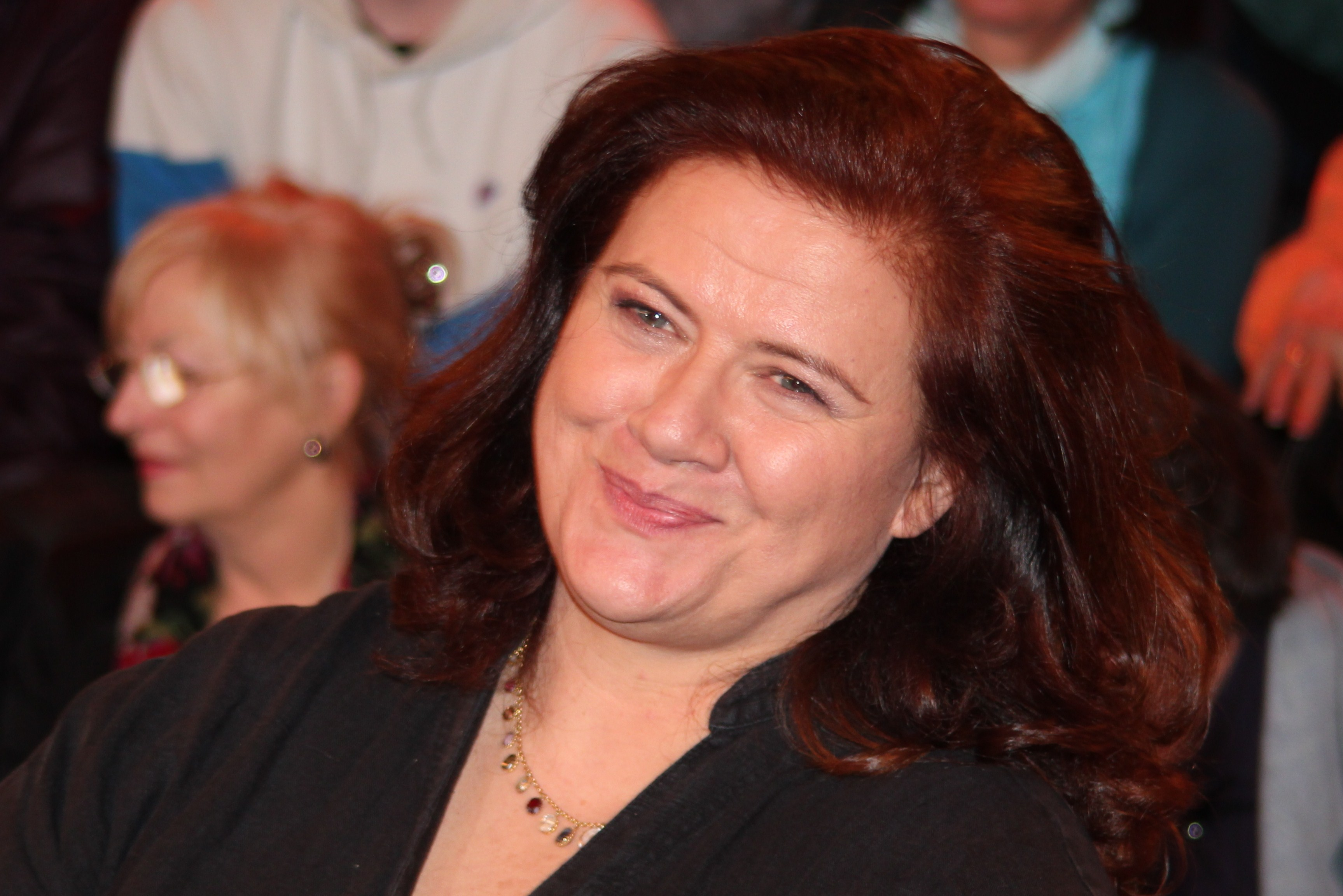
Jutta Ditfurth år 2011.

Jutta Ditfurth, född 29 september 1951 i Würzburg, är en tysk författare, politiker och sociolog.
Ditfurth har varit utrikeskorrespondent i Sovjetunionen, Kina, Algeriet och Kuba. Hon var en av grundarna av det tyska miljöpartiet Die Grünen 1980 och valdes 1981 in i stadsfullmäktige i Frankfurt för det då nya partiet. 1991 lämnade hon partiet på grund av dess realpolitiska inriktning.
Ditfurth har skrivit boken Ulrike Meinhof: en biografi (2007; utgavs i svensk översättning 2008). I boken, som publicerades efter sex års forskning, redovisas tidigare okända källor om Ulrike Meinhof. Boken speglar också Västtysklands efterkrigshistoria: det nazistiska arvet, striderna kring kärnkraft och kärnvapen, återupprustningen, 68-upproret och konflikterna inom den politiska vänstern.